# 扶植义
扶植義（西班牙語：José Fogued y Gil，1885年9月27日—1954年1月24日），是天主教西班牙籍神父及聖母聖心愛子會會士。曾任屯溪宗座監牧區宗座監牧(1937年-1954年)。

## 生平
扶植義出生於1885年9月27日在西班牙特魯埃爾省的市鎮奧霍斯內格羅斯。1903年，他17歲時加入聖母聖心孝子會。1912年6月23日，26歲晉鐸，並被派遣赴中國傳教。
1937年4月14日，扶植義51歲時獲時任教宗庇護十一世任命為屯溪宗座監牧區首任宗座監牧 。屯溪監牧區成立後，信徒人數由181人增加至1,918人。
在他的任期裡，中國分別爆發日本侵華及國共內戰。1949年10月1日，中國共產黨在中國大陸地區建立中華人民共和國，並開始針對天主教進行宗教迫害及打壓。西班牙籍的扶植義監牧被中國政府驅逐出境，並返回西班牙。1954年1月24日，扶植義監牧在西班牙加泰隆尼亞首府巴塞羅那去世，享年68歲。